# Gomphidia confluens
Gomphidia confluens – gatunek ważki z rodziny gadziogłówkowatych (Gomphidae).